# Statele Unite ale Americii la Jocurile Olimpice de vară din 2016
Statele Unite ale Americii au participat la Jocurile Olimpice de vară din 2016 de la Rio de Janeiro în perioada 5 - 21 august 2016, cu o delegație de 555 de sportivi care a concurat la 30 de sporturi. S-au aflat pe primul loc în clasamentul pe medalii. Cu un total de 121 de medalii, Statele Unite au avut cea mai bună performanță la o ediție olimpică organizată în afara teritoriului lor.

## Medaliați

### Medalii după sport
| Sport           | Aur | Argint | Bronz | Total |
| Natație         | 16  | 8      | 9     | 33    |
| Atletism        | 13  | 10     | 9     | 32    |
| Gimnastică      | 4   | 6      | 2     | 12    |
| Ciclism         | 2   | 3      | 0     | 5     |
| Lupte           | 2   | 0      | 1     | 3     |
| Baschet         | 2   | 0      | 0     | 2     |
| Box             | 1   | 1      | 1     | 3     |
| Tenis           | 1   | 1      | 1     | 3     |
| Judo            | 1   | 1      | 0     | 2     |
| Canotaj         | 1   | 1      | 0     | 2     |
| Tir             | 1   | 0      | 2     | 3     |
| Triatlon        | 1   | 0      | 0     | 1     |
| Polo pe apă     | 1   | 0      | 0     | 1     |
| Scrimă          | 0   | 2      | 2     | 4     |
| Sărituri în apă | 0   | 2      | 1     | 3     |
| Echitație       | 0   | 1      | 2     | 3     |
| Tir cu arcul    | 0   | 1      | 1     | 2     |
| Volei           | 0   | 0      | 3     | 3     |
| Golf            | 0   | 0      | 1     | 1     |
| Navigație       | 0   | 0      | 1     | 1     |
| Taekwondo       | 0   | 0      | 1     | 1     |
| Haltere         | 0   | 0      | 1     | 1     |
| Total           | 46  | 37     | 38    | 121   |

### Multipli medaliați
| Nume                | Sport           | 1 | 2 | 3 | Total |
| ------------------- | --------------- | - | - | - | ----- |
| Michael Phelps      | Natație         | 5 | 1 | 0 | 6     |
| Katie Ledecky       | Natație         | 4 | 1 | 0 | 5     |
| Simone Biles        | Gimnastică      | 4 | 0 | 1 | 5     |
| Simone Manuel       | Natație         | 2 | 2 | 0 | 4     |
| Maya DiRado         | Natație         | 2 | 1 | 1 | 4     |
| Nathan Adrian       | Natație         | 2 | 0 | 2 | 4     |
| Ryan Murphy         | Natație         | 3 | 0 | 0 | 3     |
| Allyson Felix       | Atletism        | 2 | 1 | 0 | 3     |
| Aly Raisman         | Gimnastică      | 1 | 2 | 0 | 3     |
| Tori Bowie          | Atletism        | 1 | 1 | 1 | 3     |
| Dana Vollmer        | Natație         | 1 | 1 | 1 | 3     |
| Tianna Bartoletta   | Atletism        | 2 | 0 | 0 | 2     |
| Anthony Ervin       | Natație         | 2 | 0 | 0 | 2     |
| Caeleb Dressel      | Natație         | 2 | 0 | 0 | 2     |
| Kathleen Baker      | Natație         | 1 | 1 | 0 | 2     |
| Laurie Hernandez    | Gimnastică      | 1 | 1 | 0 | 2     |
| Madison Kocian      | Gimnastică      | 1 | 1 | 0 | 2     |
| Allison Schmitt     | Natație         | 1 | 1 | 0 | 2     |
| Abbey Weitzeil      | Natație         | 1 | 1 | 0 | 2     |
| Conor Dwyer         | Natație         | 1 | 0 | 1 | 2     |
| Katie Meili         | Natație         | 1 | 0 | 1 | 2     |
| LaShawn Merritt     | Atletism        | 1 | 0 | 1 | 2     |
| Cody Miller         | Natație         | 1 | 0 | 1 | 2     |
| David Plummer       | Natație         | 1 | 0 | 1 | 2     |
| Jack Sock           | Tenis           | 1 | 0 | 1 | 2     |
| Leah Smith          | Natație         | 1 | 0 | 1 | 2     |
| Sarah Hammer        | Ciclism         | 0 | 2 | 0 | 2     |
| Danell Leyva        | Gimnastică      | 0 | 2 | 0 | 2     |
| David Boudia        | Sărituri în apă | 0 | 1 | 1 | 2     |
| Brady Ellison       | Tir cu arcul    | 0 | 1 | 1 | 2     |
| Alexander Massialas | Scrimă          | 0 | 1 | 1 | 2     |

## Natație
| Sportiv                                                                                         | Probă         | Calificări | Calificări | Semifinale | Semifinale | Finală       | Finală       |
| Sportiv                                                                                         | Probă         | Timp       | Loc        | Timp       | Loc        | Timp         | Loc          |
| ----------------------------------------------------------------------------------------------- | ------------- | ---------- | ---------- | ---------- | ---------- | ------------ | ------------ |
| Dana Vollmer                                                                                    | 100 m fluture | 56,65      | 2 C        | 57,06      | 4 C        | 56,63        | Bronz        |
| Kelsi Worrell                                                                                   | 100 m fluture | 56,97      | 4 C        | 57,54      | 8          | Nu a avansat | Nu a avansat |
| Maya DiRado                                                                                     | 400 m mixt    | 4:33,50    | 3 C        | N/A        | N/A        | 4:31,15      | Argint       |
| Elizabeth Beisel                                                                                | 400 m mixt    | 4:34,38    | 6 C        | N/A        | N/A        | 4:34,98      | 6            |
| Simone Manuel Abbey Weitzeil Dana Vollmer Katie Ledecky Amanda Weir* Lia Neal* Allison Schmitt* | 4×100 m liber | 3:33,59    | 2 C        | N/A        | N/A        | 3:31,89 RN   | Argint       |

(*) A participat doar în calificări.
| Sportiv        | Probă            | Calificări | Calificări | Semifinale | Semifinale | Finală  | Finală |
| Sportiv        | Probă            | Timp       | Loc        | Timp       | Loc        | Timp    | Loc    |
| -------------- | ---------------- | ---------- | ---------- | ---------- | ---------- | ------- | ------ |
| Chase Kalisz   | 400 m mixt       | 4:08,12    | 1 C        | N/A        | N/A        | 4:06,75 | Argint |
| Jay Litherland | 400 m mixt       | 4:11,10    | 4 C        | N/A        | N/A        | 4:11,68 | 5      |
| Conor Dwyer    | 400 m stil liber | 3:43.42    | 1 C        | N/A        | N/A        | 3:44.01 | 4      |
| Connor Jaeger  | 400 m stil liber | 3:45.37    | 7 C        | N/A        | N/A        | 3:44.16 | 5      |
| Kevin Cordes   | 100 m bras       | 59,13      | 4 C        | 59,33      | 5 C        | 59,22   | 4      |
| Cody Miller    | 100 m bras       | 59,17      | 5 C        | 59,05      | 2 C        | 58,87   | Bronz  |

## Scrimă
Masculin
| Sportiv                                                               | Probă              | Primul tur    | Al doilea tur              | Al treilea tur           | Sfert de finală       | Semifinală            | Finala mică/Finala mare | Finala mică/Finala mare |
| Sportiv                                                               | Probă              | Adversar Scor | Adversar Scor              | Adversar Scor            | Adversar Scor         | Adversar Scor         | Adversar Scor           | Loc                     |
| --------------------------------------------------------------------- | ------------------ | ------------- | -------------------------- | ------------------------ | --------------------- | --------------------- | ----------------------- | ----------------------- |
| Jason Pryor                                                           | Spadă individual   | PAS           | Steffen (SUI) P 14–15      | Nu a avansat             | Nu a avansat          | Nu a avansat          | Nu a avansat            | Nu a avansat            |
| Miles Chamley-Watson                                                  | Floretă individual | PAS           | Ahmathuzin (RUS) P 13–15   | Nu a avansat             | Nu a avansat          | Nu a avansat          | Nu a avansat            | Nu a avansat            |
| Alexander Massialas                                                   | Floretă individual | PAS           | Essam (EGY) C 15–7         | Ahmathuzin (RUS) C 15–9  | Avola (ITA) C 15–14   | Kruse (GBR) C 15–9    | Garozzo (ITA) P 11–15   | 2                       |
| Gerek Meinhardt                                                       | Floretă individual | PAS           | van Haaster (CAN) C 15–4   | Le Péchoux (FRA) C 15–14 | Kruse (GBR) P 13–15   | Nu a avansat          | Nu a avansat            | Nu a avansat            |
| Miles Chamley-Watson Race Imboden Alexander Massialas Gerek Meinhardt | Floretă pe echipe  | N/A           | N/A                        | N/A                      | Egipt (EGY) · C 45–37 | Rusia (RUS) · P 41–45 | Italia (ITA) · C 45–31  | 3                       |
| Eli Dershwitz                                                         | Sabie individual   | N/A           | van Holsbeke (BEL) P 12–15 | Nu a avansat             | Nu a avansat          | Nu a avansat          | Nu a avansat            | Nu a avansat            |
| Daryl Homer                                                           | Sabie individual   | N/A           | Mokrețov (KAZ) C 15–11     | Hartung (GER) C 15–12    | Szabo (GER) C 15–12   | Abedini (IRI) C 15–14 | Szilágyi (HUN) P 8–15   | 2                       |

Feminin
| Sportiv                                                          | Probă              | Primul tur    | Al doilea tur             | Al treilea tur         | Sfert de finală         | Semifinală                                    | Finala mică/Finala mare                          | Finala mică/Finala mare |
| Sportiv                                                          | Probă              | Adversar Scor | Adversar Scor             | Adversar Scor          | Adversar Scor           | Adversar Scor                                 | Adversar Scor                                    | Loc                     |
| ---------------------------------------------------------------- | ------------------ | ------------- | ------------------------- | ---------------------- | ----------------------- | --------------------------------------------- | ------------------------------------------------ | ----------------------- |
| Katharine Holmes                                                 | Spadtă individual  | PAS           | Kirpu (EST) P 4–5         | Nu a avansat           | Nu a avansat            | Nu a avansat                                  | Nu a avansat                                     | Nu a avansat            |
| Courtney Hurley                                                  | Spadtă individual  | PAS           | Șemiakina (UKR) P 13–14   | Nu a avansat           | Nu a avansat            | Nu a avansat                                  | Nu a avansat                                     | Nu a avansat            |
| Kelley Hurley                                                    | Spadtă individual  | PAS           | Moellhausen (BRA) P 12–15 | Nu a avansat           | Nu a avansat            | Nu a avansat                                  | Nu a avansat                                     | Nu a avansat            |
| Katharine Holmes Courtney Hurley Kelley Hurley Katarzyna Trzopek | Spadă pe echipe    | N/A           | N/A                       | PAS                    | România (ROU) · P 23–24 | Semifinală pt. loc 5 · Franța (FRA) · C 32–28 | Finală pt. loc 5 · Coreea de Sud (KOR) · C 22–18 | 5                       |
| Lee Kiefer                                                       | Floretă individual | PAS           | Shaito (LIB) C 15–3       | Liu Ys (CHN) P 9–15    | Nu a avansat            | Nu a avansat                                  | Nu a avansat                                     | Nu a avansat            |
| Nzingha Prescod                                                  | Floretă individual | PAS           | Michel (MEX) C 15–9       | Guyart (FRA) P 11–14   | Nu a avansat            | Nu a avansat                                  | Nu a avansat                                     | Nu a avansat            |
| Ibtihaj Muhammad                                                 | Sabie individual   | PAS           | Kravațka (UKR) C 15–13    | Berder (FRA) P 12–15   | Nu a avansat            | Nu a avansat                                  | Nu a avansat                                     | Nu a avansat            |
| Dagmara Wozniak                                                  | Sabie individual   | PAS           | Vougiouka (GRE) P 8–15    | Nu a avansat           | Nu a avansat            | Nu a avansat                                  | Nu a avansat                                     | Nu a avansat            |
| Mariel Zagunis                                                   | Sabie individual   | PAS           | Grench (PAN) C 15–4       | Diacenko (RUS) P 12–15 | Nu a avansat            | Nu a avansat                                  | Nu a avansat                                     | Nu a avansat            |
| Monica Aksamit Ibtihaj Muhammad Dagmara Wozniak Mariel Zagunis   | Sabie pe echipe    | N/A           | N/A                       | N/A                    | Polonia (POL) · C 45–43 | Rusia (RUS) · P 42–45                         | Italia (ITA) · C 45–30                           | 3                       |